# Universitat de Tecnologia de Jamaica
La Universitat de Tecnologia de Jamaica (en anglès: University of Technology) és una universitat pública al país caribeny de Jamaica. L'actual president (2021) de la universitat és, de forma interina, el professor Colin Gyles.
La Universitat de Tecnologia de Jamaica (UTech) té els seus començaments en 1958, originalment coneguda com Institut de Tecnologia de Jamaica. El 1959 el nom de la institució va ser canviat a la Facultat d'Arts, Ciència i Tecnologia.
Se li va concedir a la institució, l'estatus d'universitat l'1 de setembre del 1995, com la Universitat de Tecnologia de Jamaica.